# Ukolébavka

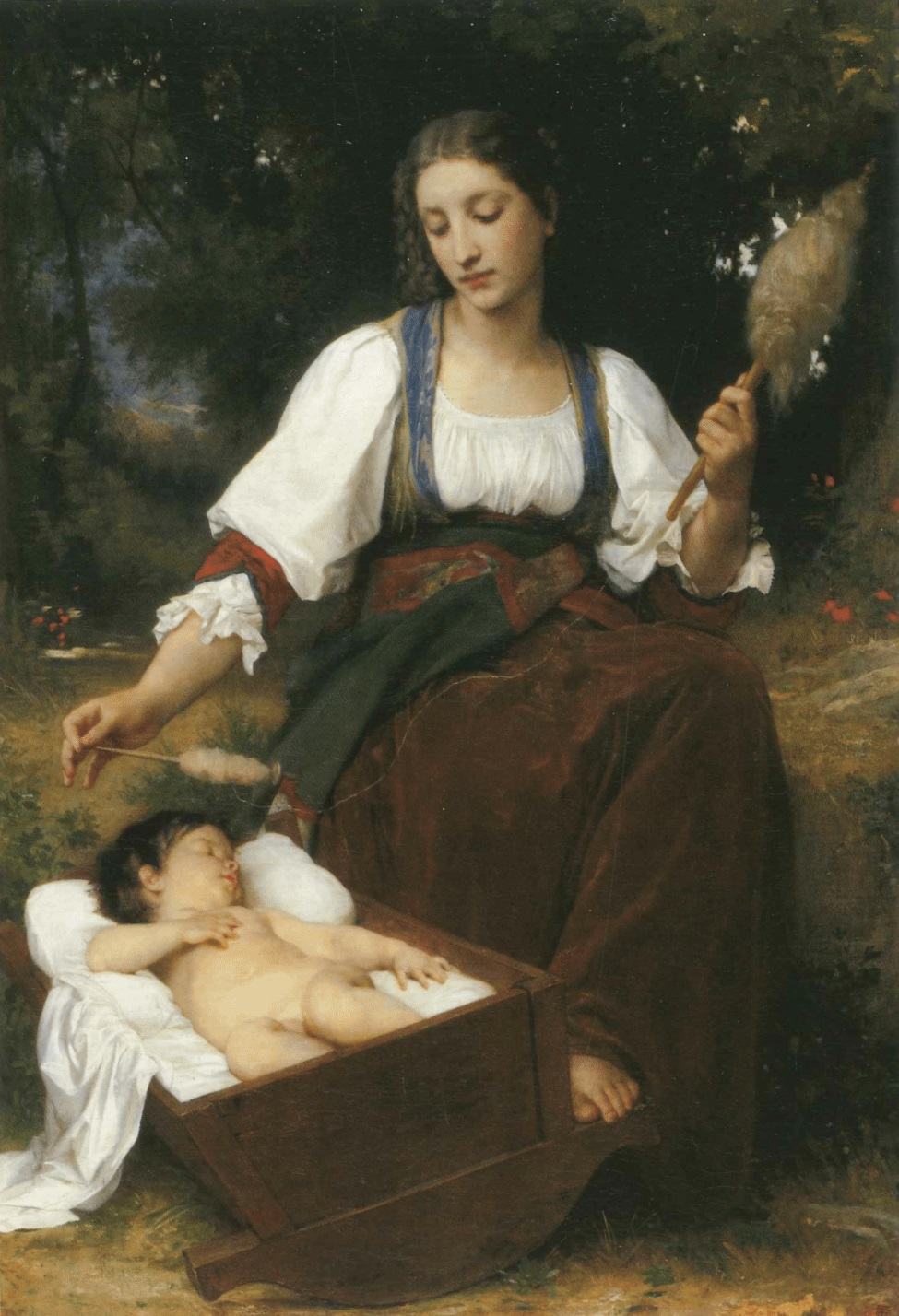
William-Adolphe Bouguereau, "Ukolébavka" (1875)

Ukolébavka je zpravidla pomalá, tichá píseň, která má uspat posluchače. Často je rodiče zpívají malým dětem, u kterých tak navozují atmosféru klidu a míru.

## Historie
Ukolébavky jako hudební žánr se zpívají už od pradávna, navíc jsou často lidového původu. Existují samozřejmě i ukolébavky umělé, složené známým umělcem. Ukolébavky mají silnou schopnost uklidňovat a ukolébávat, dítě se může soustředit pouze na píseň, zapomene na starosti, které ho provázejí a může spokojeně usnout. Nejčastěji tedy můžeme ukolébavky slyšet, když se dítě nachází v situaci, která ho děsí a nedá mu spát.